# Martti Nieminen
Martti Nieminen (n. 3 noiembrie 1891, Salo, Marele Principat al Finlandei, Imperiul Rus – d. 29 martie 1941, Helsingfors, Finlanda) a fost un luptător ce a reprezentat Finlanda, medaliat olimpic. A participat la o ediție a Jocurilor Olimpice (1920) în care a câștigat o medalie de bronz.

## Participări
Lista de mai jos prezintă principalele competiții la care a participat Martti Nieminen de-a lungul carierei.
- wrestling at the 1920 Summer Olympics – men's Greco-Roman heavyweight[*]